# Emirat de Cirenaica
L'Emirat de Cirenaica va ser un estat que es va proclamar el 1919 en el territori de Cirenaica, que és actualment una regió de Líbia, sota la sobirana de l'emir Idris, el cap dels Sanussi. Aquella entitat que va nàixer arran d'un compromís amb els colonitzadors italians, només durà tres anys i més endavant fou incorporat plenament a la Líbia italiana. El 1949, després de la Segona Guerra Mundial, Idris I proclamà de nou l'Emirat de Cyrénaïque amb el suport del Regne Unit. L'emirat va perdurar fins al final del 1951, durant el període de transició que va portar a la unificació del Regne de Líbia com a Estat sobirà i Idris I de Líbia com a sobirà. Arran de la revolució líbia de 2011 i dels desordres subseqüents, la regió de Cirenaica ha declarat la seva autonomia el 8 de març de 2012.